# Pseudopachydema medvedevi
Pseudopachydema medvedevi är en skalbaggsart som beskrevs av Iablokov-khnzoryan 1971. Pseudopachydema medvedevi ingår i släktet Pseudopachydema och familjen Melolonthidae. Inga underarter finns listade i Catalogue of Life.